# Mission Foureau-Lamy
 (août 2025).
Si vous disposez d'ouvrages ou d'articles de référence ou si vous connaissez des sites web de qualité traitant du thème abordé ici, merci de compléter l'article en donnant les références utiles à sa vérifiabilité et en les liant à la section « Notes et références ».
 (août 2025).
La mise en forme du texte ne suit pas les recommandations de Wikipédia : il faut le « wikifier ».
Les points d'amélioration suivants sont les cas les plus fréquents :
- Les titres sont pré-formatés par le logiciel. Ils ne sont ni en capitales, ni en gras.
- Le texte ne doit pas être écrit en capitales (les noms de famille non plus), ni en gras, ni en italique, ni en « petit »…
- Le gras n'est utilisé que pour surligner le titre de l'article dans l'introduction, une seule fois.
- L'italique est rarement utilisé : mots en langue étrangère, titres d'œuvres, noms de bateaux, etc.
- Les citations ne sont pas en italique mais en corps de texte normal. Elles sont entourées par des guillemets français : « et ».
- Les listes à puces sont à éviter, des paragraphes rédigés étant largement préférés. Les tableaux sont à réserver à la présentation de données structurées (résultats, etc.).
- Les appels de note de bas de page (petits chiffres en exposant, introduits par l'outil «  Source ») sont à placer entre la fin de phrase et le point final[comme ça].
- Les liens internes (vers d'autres articles de Wikipédia) sont à choisir avec parcimonie. Créez des liens vers des articles approfondissant le sujet. Les termes génériques sans rapport avec le sujet sont à éviter, ainsi que les répétitions de liens vers un même terme.
- Les liens externes sont à placer uniquement dans une section « Liens externes », à la fin de l'article. Ces liens sont à choisir avec parcimonie suivant les règles définies. Si un lien sert de source à l'article, son insertion dans le texte est à faire par les notes de bas de page.
- La présentation des références doit suivre les conventions bibliographiques. Il est recommandé d'utiliser les modèles {{Ouvrage}}, {{Chapitre}}, {{Article}}, {{Lien web}} et/ou {{Bibliographie}}. Le mode d'édition visuel peut mettre en forme automatiquement les références.
- Insérer une infobox (cadre d'informations à droite) n'est pas obligatoire pour parachever la mise en page.

Pour une aide détaillée, merci de consulter Aide:Wikification.
Si vous pensez que ces points ont été résolus, vous pouvez retirer ce bandeau et améliorer la mise en forme d'un autre article.
La mission Foureau-Lamy est une exploration scientifique et militaire française réalisée entre 1898 et 1900 à travers le Sahara et en direction du Soudan français. Elle fait suite à la mission organisée par Paul Flatters et qui s'est terminée tragiquement en 1881 dans le sud algérien. 
Elle est menée par le géographe et explorateur Fernand Foureau et le commandant François Joseph Amédée Lamy, tous deux grands connaisseurs du Sahara algérien. Elle verra la mort le 22 avril 1900 de François Joseph Amédée Lamy lors de la bataille de Kousseri, à proximité du lac Tchad. 

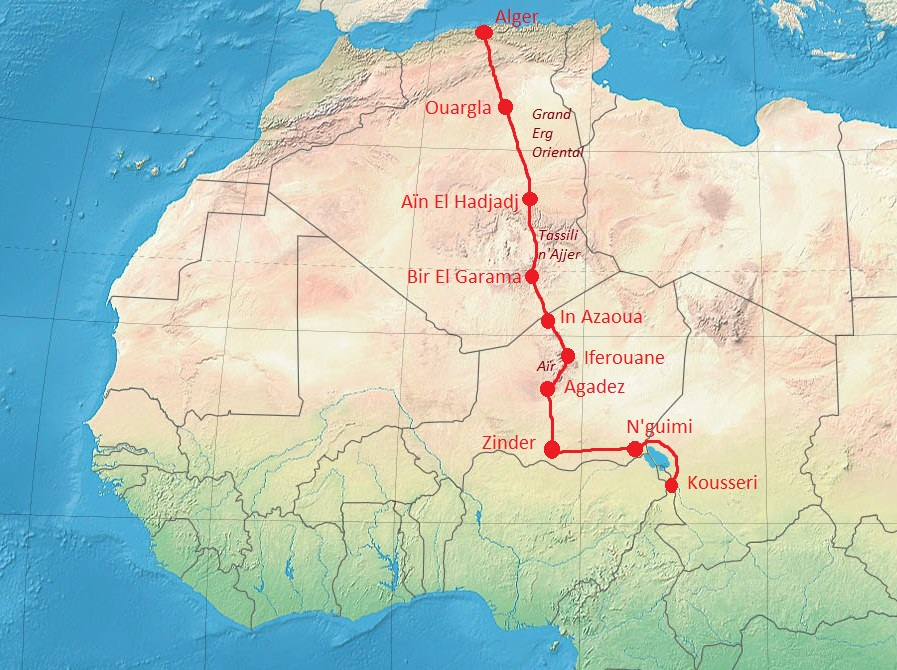
Mission Foureau-Lamy

## But et organisation de la mission
En grande partie organisée par Fernand Foureau qui souhaitait poursuivre son exploration du Sahara jusqu'au lac Tchad, l'expédition fut montée en mars 1898 avec le soutien de l'État français afin notamment de ne pas laisser le Sahara sous emprise touareg et de laver l'honneur de Paul Flatters, tué à Bir el-Garama en 1881. La Mission Foureau-Lamy fait partie des trois missions conjointes organisées par les Français vers le lac Tchad au même moment et au départ des trois grands ports coloniaux français d'Afrique :
- la mission Voulet-Chanoine partie en janvier 1899 de Dakar ;
- la mission d'Émile Gentil partie du Moyen Congo ;
- la mission Foureau-Lamy partie d'Alger.

Plus de 350 personnes participèrent à cette expédition dont 277 militaires issus des troupes d'Algérie soit 212 hommes du 1er régiment de tirailleurs algériens, 51  tirailleurs sahariens, 13 spahis algériens et un maréchal des logis d'artillerie. Le convoi comporte également 1 000 dromadaires.
Il était prévu que la mission Foureau-Lamy rejoigne dans les environs de Zinder (actuellement au Niger) la mission Voulet-Chanoine puis, au sud de l'actuel Tchad, celle d'Émile Gentil.

## Déroulement de la mission
Après avoir débarqué à Alger, l'expédition prit son véritable départ des faubourgs d'Ouargla, plus précisément de l'oasis de Sedrata, le 23 octobre 1898, et prit la route du sud en longeant le grand erg oriental. Après environ 600 km de route, la mission entama la traversée du massif du Tassili n'Ajjer, après ravitaillement au puits de Ain El Hadjadj. 
La traversée du Tassili n'Ajjer, excessivement difficile et périlleuse, notamment à cause des éboulements, forts dénivelés et grands froids, fut la première grande réussite de la mission car la zone était encore largement inconnue et mal cartographiée.
La route des explorateurs prend ensuite la direction du massif du Hoggar et à la fin du mois de janvier 1899 ils atteignent le puits de Bir el-Garama où avait été tué en 1881 Paul Flatters. La suite du voyage en direction de ce qui est maintenant la frontière nigérienne et à travers le désert du Ténéré fut excessivement difficile de par le manque d'eau, la vitesse imposée par les militaires et la mort de la plus grande partie des chameaux. 
Au puits d’In Azaoua, les explorateurs construisirent le Fort Flatters puis prirent le chemin du massif de l'Aïr pour arriver à Iférouane dans un décor plus verdoyant, mais en butte à l'hostilité déclarée de la population locale. À ce moment-là, il ne reste plus que 250 chameaux au sein de la mission. Début mars, alors que l'expédition reprend la route du sud, une attaque est repoussée sans grandes difficultés.
La traversée de l'Aïr se passa difficilement, sous la menace constante d'une attaque, et l'expédition atteignit Agadez en juillet 1899, ville qu'elle attaqua et occupa militairement. Après 3 mois de repos, l'expédition quitta définitivement le désert pour s'enfoncer dans le Sahel et arriva à Zinder le 3 novembre. 
L'expédition devient alors strictement militaire et le commandant Lamy en prend la totale direction et se regroupe avec les restes de la mission Voulet-Chanoine, ces derniers ayant été tués dans des circonstances troubles à la suite de massacres perpétrés à l'encontre des populations locales. 
Après avoir conquis la zone de Maradi, le commandant Lamy prend la route de l'Est en décembre 1899 et atteint le Lac Tchad après avoir fait jonction entre Maradi et N'Guigmi avec les troupes de la mission Joalland-Meynier, partie en reconnaissance à la suite du désastre de la mission Voulet-Chanoine.

## Fin de la mission et fondation de Fort-Lamy
Le 22 avril 1900, alors que la mission Foureau-Lamy a fait sa jonction avec les troupes d'Émile Gentil venues du Congo et compte plus de 1 300 hommes, est livrée la bataille de Kousséri contre Rabah. La victoire française signe la fin du royaume Bornou mais le commandant Lamy est tué. En son honneur, Émile Gentil fonde sur la rive droite du Chari la ville de Fort-Lamy qui deviendra la capitale du Tchad. La mission Foureau-Lamy se termine et Fernand Foureau regagne la France en octobre 1900. Émile Gentil devient commissaire du gouvernement et chef de ce qui deviendra l'Afrique-Équatoriale française.

## Hommages
Lors des commémorations du Centenaire de l'Algérie française en 1930, un monument est inauguré le 16 mars 1930 à Ouargla en l'honneur de la Mission Foureau-Lamy,,.